# Bath Rugby
Il Bath Rugby (conosciuto anche solamente come Bath) è una società professionistica di rugby a 15 inglese, che ha sede nella città di Bath. Disputa l'Aviva Premiership. Il club ha ottenuto in passato importanti successi, avendo vinto varie volte il campionato inglese e la Coppa Anglo-Gallese ed essendosi imposto in un'occasione anche nell'Heineken Cup.
Fondato nel 1865 il Bath è anche uno dei club più antichi.
Disputa i propri incontri interni al Recreation Ground, noto anche con il soprannone di The Rec.

## Storia

### Gli inizi
Il Bath Rugby Football Club è uno dei più antichi club ancora esistenti, essendo stato fondato nel 1865. Dopo aver giocato le prime partite al North Parade, nel corso del XIX secolo il Bath cambiò spesso sede, giocando anche a Claverton Down, Lambridge Meadows, Taylor's Field e Henrietta Park. La società affittò quindi un appezzamento di terreno a Pultney Meadow, l'area dove attualmente sorge il Rec. La maggior parte degli incontri in quei primi anni videro il Bath affrontare squadre vicine come
Weston-super-Mare, Gloucester, Clifton e Bristol Arabs. Dal 1890 circa iniziò a confrontarsi regolarmente anche con club gallesi come Cardiff e Penarth. Tuttavia a causa del suo pacchetto di mischia piuttosto leggero, il Bath finiva spesso sconfitto. Bath disputò il suo primo incontro con una formazione non britannica nel 1907, quando i francesi del Racing Club de Bordelais attraversarono la Manica proprio per andare a giocare al Rec. Nel 1954 si tenne il primo tour all'estero del Bath, che sconfisse le squadre francesi di St. Claude (23-3), Givors (9-6) e Tour du Pin (17-0).

### Le conduzioni di Sibley e Rowell
Il tour venne ripetuto anche l'anno seguente quando, sotto la guida del capitano Peter Sibley, vennero le vittorie su  St. Claude (13-8), Digione (14-0) e Macon (8-3): fu in questo periodo che il Bath sviluppò l'attitudine a giocare un rugby veloce e votato all'attacco, tradizione che continua tuttora.
Disponendo di giocatori dalla statura imponente come i nazionali inglesi David Gay e Peter Heindorff, e altri veloci ed efficaci come John Horton e Mike Beese Sibley, passato alla guida tecnica, fu in grado di imporre il proprio stile di gioco, aumentando ulteriormente la reputazione del Bath all'inizio degli anni settanta, grazie ad alcune spettacolari vittorie contro la crema delle formazioni gallesi, rappresentanti di un rugby che allora viveva il suo periodo migliore. Tuttavia la vera rivoluzione iniziò con l'arrivo dell'allenatore Jack Rowell nel 1978. Rowell cambiò radicalmente l'impostazione di un club che fino ad allora aveva trovato i propri giocatori tra gli abitanti dell'immediato circondario. Quando negli anni ottanta iniziarono i primi campionati organizzati Rodwell introdusse nel Bath una forma di professionismo ante litteram, assemblando un gruppo di giocatori che univa potenza e tecnica. La potenza era fornita da giocatori come Gareth Chilcott e Roger Spurrell mentre la tecnica passava per le mani di Horton e David Trick.

### I successi degli anni '80 e '90
Nel 1984 arrivò la prima vittoria nella Coppa Anglo-Gallese, ottenuta battendo Bristol nella finale. Bath dominò la coppa per oltre un decennio, con dieci vittorie in dodici anni, tra cui quattro di fila dal 1984 al 1987. Nel 1987 si disputò la prima edizione della English Premiership, che il Bath dominò a lungo vincendo sei delle prime dieci edizioni.
Nella stagione 1993/94 il Bath realizzò una sorta di "Grande slam" vincendo campionato (giocato per la prima volta con la formula di andata e ritorno), Coppa Anglo-gallese (battendo in finale Leicester con mete di Tony Swift e di un giovanissimo Mike Catt), il Middlesex Sevens di rugby a 7 e il Worthington Tens.
Nel maggio del 1996 il Bath e i Wigan Warriors, squadra di rugby a 13, disputarono un singolare doppio confronto incontrandosi in due partite disputate una con un regolamento, l'altra con l'altro. Il primo incontro, giocato a Manchester con le regole del rugby a 13 venne stravinto dal Wigan che si impose 82-6; al ritorno, giocato due settimane dopo a Twickenham fu invece conquistato dal Bath per 44-19.

### L'epoca del professionismo

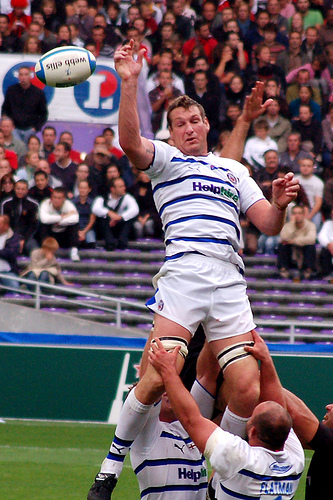
Bath Rugby v Toulouse, Justin Harrison (Heineken Cup)

Con la partenza di Jack Rowell nel 1995 (che andò a guidare la nazionale inglese e il passaggio allo status di sport professionistico del rugby a 15 dell'anno seguente il Bath dovette lottare per mantenere il proprio status di squadra importante sia dentro che fuori dal campo. A causa dei continui cambi di guida tecnica e giocatori, la formula che in passato l'aveva condotto a grandi successi iniziò a incontrare difficoltà. Tuttavia il Bath, capitanato da Andy Nicol, riuscì a diventare il primo club inglese a vincere l'Heineken Cup, nella stagione 1997/98; nella finale giocata a Bordeaux sconfisse i francesi del Brive per 19-18, partita in cui tutti i punti del Bath vennero marcati da Jon Callard. La stagione successiva però Bath terminò il campionato solo al sesto posto.
Nella disastrosa stagione 2002/03 riuscì ad evitare la retrocessione per un solo punto, conquistato all'ultima giornata. Salvatasi a stento ed evitata la fusione con gli acerrimi rivali del Bristol, la società decise di effettuare pesanti investimenti per il rafforzamento della squadra e nell'estate 2003 arrivarono ben 15 nuovi giocatori e tecnici. Jack Rowell e Michael Foley condussero bene il mercato e anche grazie all'ingaggio di John Connolly come allenatore Bath terminò la stagione in vetta alla classifica con sei punti di vantaggio sui London Wasps, finendo però per perdere la finale dei play-off a Twickenham.

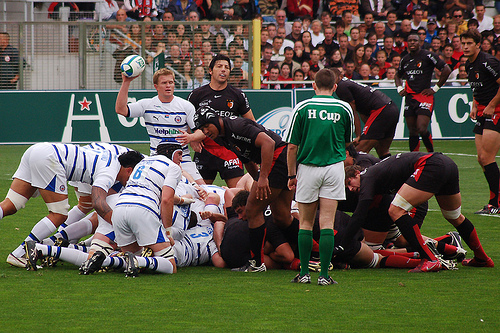
Byron Kelleher e Michael Claassens.

Bath chiuse al quarto posto la stagione 2004/05.
Nello stesso anno raggiunse la finale della Coppa Anglo-Gallese, persa contro il Leeds Tykes.
Due suoi giocatori, Matt Stevens e Danny Grewcock vennero selezionati per il tour dei British and Irish Lions in Nuova Zelanda del 2005. Alla fine della stagione l'allenatore Connolly annunciò la sua decisione di rientrare in Australia e venne sostituito da Brian Ashton che però nel maggio 2006 lasciò a sua volta la squadra per diventare l'allenatore dell'attacco della nazionale inglese. Il suo posto venne preso dall'ex allenatore dei tre quarti Steve Meehan.
Nelle stagioni 2004/05 e 2005/06 il Bath disputò l'Heineken Cup. Nel 2006 sconfisse nei quarti di finale i Leicester Tigers in un incontro molto discusso dopo essere rimasto in soli 13 uomini negli ultimi 10 minuti a causa di continue infrazioni in mischia. In semifinale venne però battuto da Biarritz. Avendo chiuso la stagione al nono posto in campionato, non si qualificò per l'Heineken Cup e nella stagione successiva disputò quindi in ambito europeo la Challenge Cup.
Nel 2008 il Bath vinse il suo primo trofeo dopo dieci anni, battendo 24-16 i Worcester Warriors nella finale di Challenge Cup con mete di Jonny Faamatuainu e Nick Abendanon; Steve Borthwick, che l'anno seguente passò ai Saracens, venne nominato miglior giocatore dell'incontro.

## Lo stadio
Il Bath gioca i propri incontri al Recreation Ground, noto anche con il soprannome di The Rec. Lo stadio si trova al centro della città, vicino al corso del fiume Avon. Nella stagione 2009-10 la sua capienza è stata portata a 12.300 spettatori. Nel corso dell'estate il campo viene di solito riadattato per renderlo capace di ospitare incontri di cricket di formazioni locali e una volta all'anno dal Somerset County Cricket Club.

## Palmarès
- Premiership: 6
1988-89, 1990-91, 1991-92, 1992-93, 1993-94, 1995-96
- Coppe Anglo-Gallesi: 10
1983-84, 1984-85, 1985-86, 1986-87, 1988-89, 1989-90, 1991-92, 1993-94, 1994-95, 1995-96
- Heineken Cup: 1
1997-98
- Challenge Cup: 2
2007-08, 2024-25

## Giocatori celebri
I seguenti giocatori hanno rappresentato la loro nazionale alla Coppa del Mondo di rugby mentre giocavano per il Bath:
- 1987:  Gareth Chilcott,  Graham Dawe,  David Egerton,  Jon Hall,  Nigel Redman,  Richard Hill,
- 1991:  Nigel Redman,  Richard Hill,  Jeremy Guscott,  Jonathan Webb,
- 1995:  Ben Clarke,  Graham Dawe,  Jeremy Guscott,  John Mallett,  Jonathan Callard,  Phil de Glanville,  Mike Catt,  Steve Ojomoh,  Victor Ubogu,  Simon Geoghegan,  Dave Hilton,  Eric Peters
- 1999:  Victor Ubogu,  Phil de Glanville,  Jeremy Guscott,  Mike Catt,  Matt Perry,  Kevin Maggs,  Dan Lyle
- 2003:   Iain Balshaw,   Mike Tindall,   Mike Catt,   Danny Grewcock,  Kevin Maggs,  Simon Danielli
- 2007:  Lee Mears,  Matt Stevens,  Steve Borthwick,  Olly Barkley,  Nick Abendanon,	 Eliota Fuimaono-Sapolu,
- 2011:  David Wilson,  Lee Mears,  Lewis Moody,  Matt Banahan,  Chris Biller,  Anthony Perenise,  Francois Louw,
- 2015:  Rob Webber,  David Wilson,  George Ford,  Sam Burgess,  Jonathan Joseph,  Anthony Watson,  Nikola Matawalu,  Dominic Day,  Rhys Priestland,  Alafoti Faosiliva,  Francois Louw,  Horacio Agulla,
- 2019:  Sam Underhill,  Jonathan Joseph,  Joe Cokanasiga,  Ruaridh McConnochie,  Anthony Watson,   Francois Louw,
- 2023:  Ollie Lawrence,  Will Stuart,  Sam Underhill,  Cameron Redpath,  Finn Russell.